# Brian Gottfried
Brian Gottfried (ur. 27 stycznia 1952 w Baltimore) – amerykański tenisista, zwycięzca French Open 1975 i 1977 oraz US Open 1976 w grze podwójnej, zdobywca Pucharu Davisa 1978 i 1982.

## Kariera tenisowa
Zawodowym tenisistą Gottfried był w latach 1972–1984. W tym czasie zdobył dwadzieścia pięć tytułów singlowych i pięćdziesiąt cztery deblowe o randze ATP World Tour. Osiągnął także dwadzieścia sześć finałów w grze pojedynczej i czterdzieści jeden w grze podwójnej. Startując w zawodach Wielkiego Szlema najdalej w singlu doszedł do finału French Open 1977, ponosząc porażkę w spotkaniu o tytuł z Guillermem Vilasem. Na tym samym turnieju wygrał zawody deblowe partnerując Raúlowi Ramírezowi. Wspólnie z Ramírezem wygrał French Open 1975 i Wimbledon 1976 oraz przegrał cztery wielkoszlemowe finały. W latach 1974 i 1975 para Gottfried–Ramírez otrzymała nagrodę ATP Doubles Team of the Year.  W 1976 został wyróżniony za największy postęp w sezonie (Most Improved Player of the Year) i awans na pozycję wicelidera rankingu ATP w deblu. W ostatnim roku swojej kariery wygrał nagrodę sportowca roku (Sportsmanship Award). W kwietniu 1977 magazyn Newsweek nawał Gottfrieda „aktualnie najlepszym tenisistą świata”.
W latach 1976–1982 reprezentował Stany Zjednoczone w Pucharze Davisa, zdobywając z zespołem dwukrotnie trofeum, podczas edycji 1978 i 1982. Zagrał przez ten czas w czternastu meczach, w siedmiu triumfując.
W rankingu gry pojedynczej Gottfried najwyżej był na 3. miejscu (19 czerwca 1977), a w klasyfikacji gry podwójnej na 2. pozycji (12 grudnia 1976).

### Finały w turniejach wielkoszlemowych

#### Gra pojedyncza (0–1)
| Końcowy wynik | Nr | Data           | Turniej            | Nawierzchnia | Przeciwnik      | Wynik finału  |
| ------------- | -- | -------------- | ------------------ | ------------ | --------------- | ------------- |
| Finalista     | 1. | 5 czerwca 1977 | French Open, Paryż | Ceglana      | Guillermo Vilas | 0:6, 3:6, 0:6 |

#### Gra podwójna (3–4)
| Końcowy wynik | Nr | Data             | Turniej               | Nawierzchnia | Partner      | Przeciwnicy                  | Wynik finału            |
| ------------- | -- | ---------------- | --------------------- | ------------ | ------------ | ---------------------------- | ----------------------- |
| Zwycięzca     | 1. | 15 czerwca 1975  | French Open, Paryż    | Ceglana      | Raúl Ramírez | John Alexander Phil Dent     | 6:2, 2:6, 6:2, 6:4      |
| Finalista     | 1. | 14 czerwca 1976  | French Open, Paryż    | Ceglana      | Raúl Ramírez | Fred McNair Sherwood Stewart | 6:7, 3:6, 1:6           |
| Zwycięzca     | 2. | 15 czerwca 1975  | Wimbledon, Londyn     | Trawiasta    | Raúl Ramírez | Ross Case Geoff Masters      | 3:6, 6:3, 8:6, 2:6, 7:5 |
| Zwycięzca     | 3. | 5 czerwca 1977   | French Open, Paryż    | Ceglana      | Raúl Ramírez | Wojciech Fibak Jan Kodeš     | 7:6, 4:6, 6:3, 6:4      |
| Finalista     | 2. | 11 września 1977 | US Open, Forest Hills | Ceglana      | Raúl Ramírez | Bob Hewitt Frew McMillan     | 4:6, 0:6                |
| Finalista     | 3. | 7 lipca 1979     | Wimbledon, Londyn     | Trawiasta    | Raúl Ramírez | Peter Fleming John McEnroe   | 6:4, 4:6, 2:6, 2:6      |
| Finalista     | 4. | 8 czerwca 1980   | French Open, Paryż    | Ceglana      | Raúl Ramírez | Victor Amaya Hank Pfister    | 6:1, 4:6, 4:6, 3:6      |